# Karina Ol'chovik
Karina Ol'chovik (in bielorusso Карына Альховік?; Dzjatlava, 17 giugno 2000) è una calciatrice bielorussa, attaccante del Fenerbahçe e della nazionale bielorussa.

## Statistiche

### Cronologia presenze e reti in nazionale
| Cronologia completa delle presenze e delle reti in nazionale ― Bielorussia | Cronologia completa delle presenze e delle reti in nazionale ― Bielorussia | Cronologia completa delle presenze e delle reti in nazionale ― Bielorussia | Cronologia completa delle presenze e delle reti in nazionale ― Bielorussia | Cronologia completa delle presenze e delle reti in nazionale ― Bielorussia | Cronologia completa delle presenze e delle reti in nazionale ― Bielorussia | Cronologia completa delle presenze e delle reti in nazionale ― Bielorussia | Cronologia completa delle presenze e delle reti in nazionale ― Bielorussia |
| Data                                                                       | Città                                                                      | In casa                                                                    | Risultato                                                                  | Ospiti                                                                     | Competizione                                                               | Reti                                                                       | Note                                                                       |
| -------------------------------------------------------------------------- | -------------------------------------------------------------------------- | -------------------------------------------------------------------------- | -------------------------------------------------------------------------- | -------------------------------------------------------------------------- | -------------------------------------------------------------------------- | -------------------------------------------------------------------------- | -------------------------------------------------------------------------- |
| 15-9-2017                                                                  | Łęczna                                                                     | Polonia                                                                    | 4 – 1                                                                      | Bielorussia                                                                | Qual. Mondiali 2019                                                        | -                                                                          | 62’                                                                        |
| 10-4-2018                                                                  | Elbasan                                                                    | Albania                                                                    | 1 – 0                                                                      | Bielorussia                                                                | Qual. Mondiali 2019                                                        | -                                                                          | 45’                                                                        |
| 7-6-2018                                                                   | Falkirk                                                                    | Scozia                                                                     | 2 – 1                                                                      | Bielorussia                                                                | Qual. Mondiali 2019                                                        | 1                                                                          | 45’                                                                        |
| 12-6-2018                                                                  | Minsk                                                                      | Bielorussia                                                                | 0 – 5                                                                      | Svizzera                                                                   | Qual. Mondiali 2019                                                        | -                                                                          | 74’                                                                        |
| 31-8-2018                                                                  | Minsk                                                                      | Bielorussia                                                                | 1 – 4                                                                      | Polonia                                                                    | Qual. Mondiali 2019                                                        | -                                                                          |                                                                            |
| 3-7-2019                                                                   | Barysaŭ                                                                    | Bielorussia                                                                | 6 – 0                                                                      | Fær Øer                                                                    | Qual. Euro 2022                                                            | 2                                                                          | 79’                                                                        |
| Totale                                                                     |                                                                            | Presenze                                                                   | 5                                                                          |                                                                            | Reti                                                                       | 1                                                                          |                                                                            |

## Palmarès

### Club
- Campionato bielorussa femminile: 2

Dinamo Minsk: 2020, 2021
- Coppa della Bielorussia femminile: 2

Dinamo Minsk: 2020, 2021
- Supercoppa bielorussa femminile: 1

Dinamo Minsk: 2021